# Nilo (ort)
Nilo är en ort i Colombia.   Den ligger i departementet Cundinamarca, i den centrala delen av landet, 70 km sydväst om huvudstaden Bogotá. Nilo ligger 333 meter över havet och antalet invånare är 1 117.
Terrängen runt Nilo är varierad. Runt Nilo är det ganska tätbefolkat, med 134 invånare per kvadratkilometer. Närmaste större samhälle är Agua de Dios, 9,5 km nordväst om Nilo. Omgivningarna runt Nilo är huvudsakligen savann.